# Резервний партнер
Запасний партнер або резервний коханець — особа, яка, як очікується, стане потенційним майбутнім романтичним/сексуальним партнером у разі невдачі або непередбаченого завершення поточних стосунків. Головна мета підтримки запасного партнера — не залишитися самотнім і розбитим серцем після розриву з іншим коханцем.
Термін «любитель запасних шин» (爱情备胎) став популярним в Інтернеті в Китаї. Дослідження 2014 року показало, що користувачі Facebook у стосунках часто використовували сайт, щоб підтримувати платонічні дружні стосунки, які, як вони вважали, можуть стати замінними стосунками, якщо це необхідно, причому чоловіки мають такі контакти приблизно вдвічі частіше, ніж жінки.

## Соціальний контекст
Нестабільні поточні стосунки можуть змусити людей шукати запасних коханців, особливо стосунки на відстані. Деякі люди набувають особистої впевненості, маючи запасного коханця, цінуючи той факт, що ними захоплюється більше ніж одна особа.
Причини існування резервного партнера:
- емоційна підстраховка: страх перед самотністю або невдачами може спонукати людей створювати резервні стосунки;
- соціальний тиск: очікування суспільства щодо успіху у стосунках змушує деяких осіб шукати альтернативи;
- прагнення до контролю: наявність резервного партнера створює ілюзію керованості та стабільності у власному житті.

Переваги резервного партнера:
- почуття впевненості: можливість уникнути відчуття емоційної ізоляції у випадку проблем;
- додаткова підтримка: резервний партнер може надавати моральну або навіть практичну допомогу;
- гнучкість: здатність швидко адаптуватися до змін у стосунках.

Ризики та етичні аспекти:
- порушення довіри: наявність резервного партнера може викликати конфлікти, якщо основний партнер про це дізнається;
- емоційна нестабільність: балансування між основними та резервними стосунками може стати джерелом стресу;
- моральні дилеми: питання етичності такого підходу часто ставить під сумнів щирість і відповідальність у стосунках.